# Mekere Morauta
Mekere Morauta, född 12 juni 1946 i byn Kukipi i Papua Nya Guinea, död 19 december 2020 i Brisbane i Australien, var premiärminister i Papua Nya Guinea från 14 juli 1999 till 5 augusti 2002.
Senare hoppade Morauta av Folkets demokratiska rörelse och bildade Papua Nya Guinea-partiet, som 2007 valdes in i landets parlament.